# Lady Madonna/The Inner Light
Lady Madonna/The Inner Light è un singolo discografico dei Beatles pubblicato nel marzo 1968.

## Tracce
1. Lady Madonna – 2:16 (John Lennon e Paul McCartney)
2. The Inner Light – 2:36 (George Harrison)

## Brani

### Lady Madonna

#### Registrazione
La canzone fu registrata agli studi di Abbey Road durante le sessioni effettuate dal 3 febbraio al 6 febbraio 1968, appena pochi giorni prima della loro partenza per l'India verso l'ashram del Maharishi Mahesh Yogi.
Sei mesi prima era mancato Brian Epstein e Paul McCartney incominciò a prendere per mano il gruppo e, da quel momento, compose tutti i singoli, tranne due, pubblicati dai "Fab Four", grazie alla propensione per le canzoni brevi, trascinanti, di facile presa.

#### Storia
Fu scritto da Paul McCartney ma accreditato a Lennon-McCartney. Paul McCartney basò la parte di pianoforte di Lady Madonna ispirandosi alla versione del 1956 incisa da Humphrey Lyttelton e prodotta da Joe Meek dello standard jazz Bad Penny Blues. Inoltre la canzone fu fortemente ispirata dallo stile del pianista rock-blues Fats Domino. Lo stesso McCartney dichiarò nel 1994 a Barry Miles: «Lady Madonna è venuta fuori sedendomi al piano, mentre provavo a comporre qualcosa che assomigliasse a un "blues boogie-woogie". Mi ricordai alcuni brani di Fats Domino per una serie di motivi, così incominciai a canticchiarla sotto questa influenza.» La canzone piacque talmente a Fats Domino da indurlo, subito dopo, a registrare una sua versione del brano.

#### Musica e arrangiamento
Come già detto, l'introduzione e la musicalità della canzone sono simili a Bad Penny Blues di Humphrey Lyttelton. John Lennon collaborò alla stesura del testo inserendo la frase: «see how they run», (questo emerge dall'intervista di David Sheff a Lennon). In evidenza la vocalità variegata e molteplice di Paul McCartney, la peculiarità dei coretti nel ritornello, la grossa sezione di fiati guidata da Ronnie Scott e il testo.

#### Testo
Il testo, a parte il riferimento provocatorio, che si prestava a qualche equivoco, non venne giudicato blasfemo e osceno nemmeno dai severissimi direttori della Rai, tanto è vero che il 24 aprile venne trasmesso il filmato promozionale sul Canale nazionale nel corso del programma Settevoci condotto da Pippo Baudo.
Il quadretto familiare descritto era tutt'altro che idilliaco, sembrava simboleggiare lo sfacelo della famiglia moderna, con donne e prole abbandonati al loro difficile e incerto destino; l'autore pareva voler richiamare la protagonista ad una maggiore dose di realismo e di concretezza, e forse rimproverarle un attaccamento alla fede e alla speranza fatalista.
Ma l'immagine della Lady distesa sul letto, forse per prostrazione, o per disperazione o in preda ad altri effimeri palliativi fa da controaltare a quella dei bambini ai suoi piedi che, già dotati di quella arguzia e di quella abilità, tipiche di chi lotta per la sopravvivenza, si chiedono come farà la loro madre a sbarcare il lunario.

#### Cover
- Fats Domino nel 1968.
- Phoenix (gruppo rumeno - sull'EP Vremuri 1968).
- Lenny White nel 1978 album Streamline (Elektra records-W 12328) cantata da Chaka Khan
- Øystein Sunde (musicista norvegese - in una versione strumentale).
- The Punkles (gruppo Punk - compresa nel secondo album Punk!).
- Aretha Franklin (utilizzata nella colonna sonora Grace Under Fire 1993).
- Rajaton (band finlandese).
- Swamp Dogg nell'album Cuffed, Collared, Tagged and Gassed.
- I Gleemen nel loro primo disco (1968).
- Giorgio Cordini e Andrea Braido versione strumentale per l'album Giorgio Cordini & Andrea Braido ... playing the Beatles (1994) (Beatlesiani d'Italia Associati, BDIA0001), pubblicato anche negli Emirati Arabi Uniti.

## Promozione
Furono girati due filmati promozionali per Lady Madonna. Le riprese si svolsero l'11 febbraio 1968 negli Abbey Road Studios e il girato venne distribuito dalla NEMS Enterprises ad emittenti televisive statunitensi e britanniche. I video furono diretti da Tony Bramwell.
I filmati consistono in immagini dei Beatles mentre registrano in studio. In realtà, la band stava lavorando alla canzone Hey Bulldog e non a Lady Madonna. Nel 1999, il girato venne rielaborato dalla Apple per creare un videoclip musicale per Hey Bulldog.
Una versione dei filmati inclusa nella The Beatles Anthology mostra non solo le immagini girate durante la sessione per Hey Bulldog ma anche immagini successive risalenti a cinque mesi dopo, dove la band registrava Hey Jude durante le sedute in studio per il White Album. Si notano visibili differenze di illuminazione, vestiario ed acconciature nel montaggio dei due filmati. Inoltre, nella versione dell'Anthology sono presenti anche immagini di una seduta d'incisione di McCartney con Cilla Black per il brano Step Inside Love.

## Accoglienza
Il disco fu accolto con entusiasmo in Gran Bretagna dove andò subito al vertice della classifica, mentre negli Stati Uniti non andò oltre il quarto posto, dietro al postumo di Otis Redding (Sittin' on) the Dock of the Bay e a Love is Blue di Paul Mauriat.
In Italia il disco raggiunse il sesto posto della Hit Parade e soggiornò per sette settimane in classifica.
Fu anche l'ultimo singolo stampato prima dell'era della Apple, l'etichetta discografica fondata dai Beatles.

## Formazione
- Paul McCartney – voce, piano, basso, battiti di mani
- John Lennon – armonie vocali, chitarra ritmica, battiti di mani
- George Harrison – armonie vocali, chitarra solista, battiti di mani
- Ringo Starr – batteria, battiti di mani
- Ronnie Scott – sassofono tenore
- Bill Povey – sassofono tenore
- Harry Klein – sassofono baritono
- Bill Jackman – sassofono baritono
- George Martin – produttore
- Ken Scott – ingegnere del suono
- Geoff Emerick – ingegnere del suono